# Maria Solomou
Maria Solomou (grekiska: Μαρία Σολωμού), född 1 oktober 1974 i Aten, är en grekisk skådespelerska.

## Roller (i urval)
- (2005) – Singles
- (2004) – O Andras Tis Diplanis Portas
- (2003) – Shedon Pote TV-serie
- (2003) – Apostasi Anapnois TV-serie
- (2003) – I Lisa Kai Oloi Oi AlloiLisa
- (2002) – Astheneis Kai Odoiporoi TV-serie
- (2002) – Camera Cafe
- (2000) – I Piso Porta